# Visarion Sarai
Visarion Sarai, născut Nicolai Sarai, (n. 1714 - d. după 1745) a fost un ieromonah ortodox de origine sârbă (din Bosnia), principalul promotor al tulburărilor religioase întreprinse împotriva Unirii cu Biserica Romei a românilor din Transilvania, în anii 1744-1746, care au dus, mai apoi, la exilul episcopului unit român Inocențiu Micu-Klein. El a fost canonizat de Biserica Ortodoxă Română la 28 februarie 1950, imediat după interzicerea Bisericii Române Unite cu Roma. Proclamarea sa solemnă ca sfânt mărturisitor a avut loc la 21 octombrie 1955 în Catedrala ortodoxă din Alba Iulia.

## Originea și pregătirea
S-a născut în anul 1714 (după propria sa mărturisire, avea 30 de ani în 1744) în satul Majdan (Mrkonjić Grad) din Bosnia, fiind botezat cu numele de Nicolai. Părinții săi se numeau Maxim și Maria și s-au mutat după nașterea lui Nicolai la Kostajnica, localitate situată astăzi pe teritoriul Croației.
La vârsta de 18 ani a plecat în Țara Sfântă și a intrat în Mănăstirea Sfântul Sava de lângă Ierusalim. Acolo a fost călugărit de către patriarhul Ierusalimului în anul 1738, primind cu această ocazie numele monahal de Visarion. Întors din Țara Sfântă, a trecut o vreme pe la mănăstirile din Muntele Athos și s-a stabilit apoi la mănăstirea Pakra din Slavonia. Acolo a slujit timp de aproape șapte ani ca ierodiacon și ca ieromonah. A trăit câțiva ani într-o peșteră ca sihastru.
Nu a avut studii. A fost descris de academicianul David Prodan drept „simplu, incult, apărând în chip de ascet, o figură menită a răscoli fanatismul religios popular, una din acele apariții care aprind imaginația celor simpli”.

## Activitatea sa din Banat și Transilvania
Patriarhul Arsenie al IV-lea Jovanović Šakabenta(en), refugiat el însuși pe teritoriul controlat de Imperiul Habsburgic în timpul împăratului Leopold I, recunoscut ca patriarh al sârbilor (1725-1737) și mitropolit de Carloviț (1737-1748), l-a trimis în ianuarie 1744 pe Visarion Sarai în Banat și Transilvania pentru a-i scoate pe românii ardeleni de sub jurisdicția Bisericii Române Unite cu Roma și a-i pune sub juridicția ierarhiei ortodoxe sârbești. Într-un interogatoriu desfășurat la Sibiu la 27 aprilie 1744, el a declarat că a plecat de la Mănăstirea Pakra cu un pașaport eliberat de mitropolitul Arsenie Jovanović. Se presupune că, probabil înțelegea ceva din  limba română, însă predicile și cuvântările sale publice le ținea prin traducător.
A trecut mai întâi pe la mănăstirea Hodoș-Bodrog și s-a stabilit la Lipova, propovăduind abandonarea Unirii cu Roma și reîntoarcerea românilor către credința pravoslavnică neunită. A înălțat pe dealul de la marginea orașului o cruce de lemn ce se păstrează și astăzi în una din absidele exterioare ale bisericii „Adormirea Maicii Domnului” din oraș. Se spune că, la scurtă vreme a apărut de sub cruce un izvor de apă, rămas în tradiția locului sub numele de „Izvorul Sfântului”. Potrivit unor mărturii, apa izvorului ar avea virtuți terapeutice (vindecătoare).
 

Ieromonahul Visarion Sarai a trecut în Ardeal la 11 martie 1744, însoțit de trei negustori aromâni: Dima Nino, Gheorghe Nicola și Gavrilă Bistro. După o primire triumfală în satul Dobra, călugărul s-a îndreptat apoi spre Mărginimea Sibiului, predicând în localitățile traversate împotriva unirii religioase cu Biserica Romei. A trecut prin Deva, Orăștie, Sebeș, Miercurea Sibiului și Săliște, unde a căutat să-i convingă pe români să se lepede de Unirea cu Roma catolică.
„Lăsându-se adulat ca sfânt, străbătu Transilvania de sud dinspre Dobra spre Săliște, propovăduind prin tălmaci, în cuvintele cele mai simple, lepădarea de Unire, care este osânda veșnică.”
Istoricul greco-catolic George Barițiu scria în Părți alese din istoria Transilvaniei pre două sute de ani în urmă (1889-1891) de acest călugăr străin de neam, că „el însă nici nu simțea trebuința de a întinde vorbă multă și a ținea prelegeri de dogmatică, precum făceau iezuiții. Prin cuvinte scurte, dar spăimântătoare... știu să bage în fiori pe miriadele de oameni. Vai de capul vostru, ați vândut sufletele voastre; dezlegarea morților voștri nu e dezlegare, ci osândă; parastase, pomeni și sărindare le-ați plătit cu totul în deșert la popi nelegiuți, la popi nepopi; baptismul (botezul) pruncilor voștri, nelegiuit; de aceștia îl doare pe el mai mult”.
Autoritățile imperiale austriece l-au arestat pe ieromonahul Visarion, din ordinul generalului-guvernator Czernin, în aprilie 1744, în timp ce acesta se îndrepta spre Sibiu. Episcopul unit Inocențiu Micu-Klein a arătat că mijloacele violente împotriva celor care uneltesc contra Unirii cu Biserica Romei nu-i sunt îngăduite, iar deplasarea sa în Mărginimea Sibiului (de unde era originar) va avea loc doar dacă vor fi respectate, în totalitate, drepturile românilor uniți stipulate în Diploma Leopoldină. Episcopul Inocențiu Micu-Klein a fost citat la Viena, pentru a da socoteală față de neorânduirea religioasă a românilor din Ardeal, fiind singurul reprezentant recunoscut al națiunii valahe.
Visarion Sarai a fost întemnițat la Sibiu și interogat la 27 aprilie 1744, dar a refuzat să răspundă la întrebările referitoare la predica sa împotriva Unirii cu Roma. Autoritățile l-au mutat mai apoi la Alba Iulia, Deva, Hunedoara, Timișoara, Osijek și Raab (azi Győr), ajungând în temnița de la Kufstein din munții Tirolului, una dintre cele mai stricte închisori imperiale austriece. Se presupune că ar fi murit acolo în urma condițiilor grele de detenție, deși se spune că ar fi fost eliberat după o vreme, la presiunea oficialităților diplomatice ruse din Viena. Arestarea lui Visarion nu a dus la încetarea tulburărilor religioase a românilor din Ardeal. Cărturarul unit, ieromonahul Samuil Micu Klein a scris că  Visarion Sarai, „căruia îi ieșise vestea că e sfânt”, „tare au înfricoșat pe români de către unire..., destul că oamenii din Mărginime au rămas jumătățiți în credință și după paisprezece ani, cu totul s-au făcut neuniți”. Istoricul Silviu Dragomir afirmă că revolta "declanșată de Visarion deschide seria revoluțiilor național-bisericești, ce vor mistui pacea și liniștea stăpânitorilor Ardealului  de-a lungul întregului secol al XVIII-lea”.

## Canonizare
În ședința sa din 28 februarie 1950 Sfântul Sinod al Bisericii Ortodoxe Române, în plină epocă stalinistă și la doi ani după scoaterea Bisericii Române Unite în afara  legii, a hotărât canonizarea unor sfinți de neam român, între care: Calinic de la Cernica, mitropoliții Ilie Iorest și Sava Brancovici ai Transilvaniei, Ioan Valahul, Visarion Sarai, Sofronie de la Cioara și Oprea Nicolae (Miclăuș) din Săliște. Ieromonahul Visarion Sarai a fost trecut în rândul sfinților mărturisitori, împreună cu călugărul Sofronie de la Cioara și țăranul Oprea Nicolae (Miclăuș), prăznuirea lor urmând să aibă loc în ziua de 21 octombrie. Justificarea canonizării lor a fost următoarea: „smeriții între ieromonahi Visarion și Sofronie, care au surpat cu virtutea și cu pătimirile lor puterea vrăjmașilor Ortodoxiei și împreună cu drept-credinciosul creștin Oprea, care a pecetluit cu moartea statornicia lui în credința părinților noștri, să se numere cu Sfinții și să se cinstească după toată pravila ca Sfinți Mărturisitori și Mucenici, în tot cuprinsul Bisericii noastre”.
Proclamarea solemnă a canonizării lor a avut loc la 21 octombrie 1955 în Catedrala ortodoxă din Alba Iulia. Ieromonahul Nicolae Mladin (viitor mitropolit al Ardealului) a rostit o predică cu acel prilej, afirmând că cei trei sfinți noi „nu reprezintă numai câteva vrednicii personale, crescute cine știe cum, ca din întâmplare în sânul Bisericii noastre, ei nu sunt mărturisitori izolați ai unei credințe pur personale, ci ei sunt piscuri de sfințenie sprijinită pe umerii uriași ai credinței Bisericii întregi, sunt valuri de lumină din marea tălăzuire a valurilor de credință ce au umplut veacurile zbuciumate ale istoriei credincioșilor români din Ardeal”.
Hotărârea Bisericii Ortodoxe Române a fost însușită de Sfântul Sinod al Bisericii Ortodoxe Sârbe, la 14 iunie 1962. Prăznuirea sa are loc la data de 21 octombrie, conform calendarului iulian.